# Tomàs Aguiló i Forteza
Pour les articles homonymes, voir Tomàs Aguiló et Aguiló.
Tomàs Aguiló i Forteza, né à Palma en 1812 et mort dans la même ville en 1884, est un poète et écrivain baléare. La plus grande partie de son œuvre fut rédigée en castillan mais la langue catalane domine dans sa production poétique.

## Biographie
Tomàs Aguiló i Forteza naît le 31 mai 1812
Avec Josep Maria Quadrado et Antoni Montis, il est le fondateur de la revue La Palma. Il est l'auteur de nombreuses poésies traitant notamment de thèmes historiques ou folkloristes.
Il est le fils du poète Tomàs Aguiló i Cortès.
Tomàs Aguiló i Forteza meurt le 30 novembre 1884.